# Piz Bacun
Piz Bacun är en bergstopp i Schweiz.   Den ligger i regionen Maloja och kantonen Graubünden, i den sydöstra delen av landet, 180 km öster om huvudstaden Bern. Toppen på Piz Bacun är 3 244 meter över havet, eller 339 meter över den omgivande terrängen. Bredden vid basen är 3,2 km.
Terrängen runt Piz Bacun är huvudsakligen mycket bergig. Runt Piz Bacun är det ganska glesbefolkat, med 50 invånare per kvadratkilometer.. Närmaste större samhälle är Silvaplana, 15,5 km nordost om Piz Bacun. 
Trakten runt Piz Bacun består i huvudsak av gräsmarker.